# Les putes voilées n'iront jamais au paradis !
Les putes voilées n'iront jamais au paradis ! est un roman de Chahdortt Djavann, paru en 2016. Il raconte une histoire d'assassinats de prostituées en Iran.
Le livre est un mélange entre documentaire et fiction. La partie romanesque constitue en un récit biographique parallèle de deux jeunes filles, amies d'enfance, séparées par le destin et devenues toutes deux prostituées. Elle commence comme un thriller.
Le livre adopte un ton cru.
Le livre se veut une critique du gouvernement de la République islamiste d'Iran et de la place des femmes dans le monde islamique.

## Critiques
On a critiqué le livre pour son manque de nuances.